# Цикажев-Пулноцни
Цикажев-Пулноцни (пол. Cykarzew Północny) — село в Польщі, у гміні Миканув Ченстоховського повіту Сілезького воєводства.
Населення — 886 осіб (2011).
У 1975-1998 роках село належало до Ченстоховського воєводства.

## Демографія
Демографічна структура станом на 31 березня 2011 року:
|          | Загалом | Допрацездатний вік | Працездатний вік | Постпрацездатний вік |
| -------- | ------- | ------------------ | ---------------- | -------------------- |
| Чоловіки | 414     | 83                 | 289              | 42                   |
| Жінки    | 472     | 86                 | 273              | 113                  |
| Разом    | 886     | 169                | 562              | 155                  |